# سانت شتورم
سانت شتورم (بالألمانية: Sturmius)‏ هو موظف ديني ‏ ألماني، ولد في 704 في Enns (town) ‏ في النمسا، وتوفي في 17 ديسمبر 779 في فولدا في ألمانيا.